# Mitre
Mitre (hiszp. Península Mitre) – półwysep w Argentynie, w prowincji Ziemia Ognista, Antarktyda i Wyspy Południowego Atlantyku, w południowo-wschodniej części Ziemi Ognistej. Został nazwany przez Juliusa Poppera na cześć ówczesnego prezydenta Argentyny Bartolomé Mitre. Południowa część półwyspu leży nad Kanałem Beagle, a północne wybrzeże oblewane jest przez wody Oceanu Atlantyckiego. Od Wyspy Stanów oddziela go Cieśnina Le Maire’a. Najdalej wysuniętym na wschód punktem półwyspu jest przylądek Cabo San Diego, a najwyżej położonym punktem szczyt Cerro Campana o wysokości 1026 m n.p.m.. W południowej części półwyspu znajdują się najdalej na południe wysunięte jaskinie na świecie. W czasach historycznych teren półwyspu był zamieszkany przez Indian ze szczepu Haush
Teren półwyspu jest bardzo trudno dostępny ze względu na pokrywającą jego obszar bagnistą dzicz porośniętą niską roślinnością oraz niemal całkowity brak ludzkiego osadnictwa. Jedynymi osadami (estancjami) na obszarze półwyspu są: Estancia Policarpo (na północnym wybrzeżu, nad rzeką Río Policarpo), Estancia Bahía Aguirre (na południowo-zachodnim wybrzeżu), Estancia Bahía Sloggett (na zachodnim wybrzeżu) oraz Estancia Puerto Rancho (na południowym wybrzeżu). U wybrzeży półwyspu znajdują się liczne wraki rozbitych statków. 